# Peter Motte
Peter Motte (Geraardsbergen, 31 maart 1966) is een Belgisch vertaler Engels-Nederlands, Frans-Nederlands en Duits-Nederlands, die daarnaast ook schrijver en publicist is. Zijn verhalen kenmerken zich door een grote stilistische en inhoudelijke variatie.

## Carrière
Door zijn activiteiten voor het tijdschrift De Tijdlijn werd hij bekender als redacteur en uitgever van onder meer Frank Roger en Mark J. Ruyffelaert. Hij stopte met het tijdschrift om zich beter te kunnen bezighouden met zijn activiteiten als vertaler. Hij heeft ook geïllustreerd. Na zijn tijdschrift werd hij vooral actief met zijn blogs.
Hij verzorgde ook facsimile-edities van August Snieders en Omer K. De Laey, en van Frank Roger. Hij organiseerde drie meerdaagse sciencefictionconventies, en meerdere kleinere bijeenkomsten. Hij bracht ook de sciencefiction, fantasy en horror in Vlaanderen en Nederland onder de aandacht van de Franstaligen door de verhalenbundel La ligne de temps hors série 1.
In 2003 begon hij te dichten naar aanleiding van een haiku-wedstrijd. Dat leverde tot nu toe de bundeltjes Ik ben geen boeddhist en Aan niemand opgedragen op. Hij werd ook lid van "50 Meesterdichters van de Lage Landen bij de Zee" van Thierry Deleu en publiceerde in de jaarboeken ervan.
Vanaf 2007 werkte hij mee aan de manga's van Kana, eerst voor Dargaud-Le Lombard en daarna voor Ballon Media onder andere aan de reeksen Death Note, Shaman King, Bleach, Ikigami, Doubt en Black Butler. Dat leidde tot nog enkele andere projecten bij Ballon Media, zoals Grand Prix van Marvano, de monografie over Grzegorz Rosiński en het boek België gestript.
In 2013 was hij redacteur-samensteller-uitgever van de bundel sciencefiction-, fantasy- en horrorverhalen Atlas.